# Suite Season
『Suite Season』（スイート･シーズン）は、2000年2月2日にリリースされたthe end of genesis T.M.R.evolution turbo type D1枚目のアルバム。発売元はアンティノスレコード。

## 概要
- 累計売上は15.7万枚を記録[1]。四季の恋の移り変わりを、組曲風の構成で表現している。
- 各曲の歌詞はリンクしており、例えば「月虹-GEKKOH-」における「月が二人を赦してく」というフレーズが、「風のゆくえ」で「月だけが赦した」という形で登場する。
- 「Prologue〜KAGEROH〜Chapter#01」「Nocturne〜GEKKOH〜Chapter#02」「Serenade〜winter dust〜Chapter#03」「Epilogue〜KAGEROH〜Chapter#04」はそれぞれシングル曲をアレンジしたインストで、季節の変遷とその循環を描く。
- 「月虹-GEKKOH-」はLong Versionをベースに再録音して収録されておりシングル版とはアレンジがわずかに異なる。

## 収録曲
| 全作詞: 井上秋緒、全作曲・編曲: 浅倉大介。 |                                       |           |            |                                  |      |
| #                                          | タイトル                              | 作詞      | 作曲・編曲 | 出版社                           | 時間 |
| 1.                                         | 「Prologue〜KAGEROH〜Chapter#01」     | 井上秋緒  | 浅倉大介   | ソニー・ミュージックアーティスツ | 1:52 |
| 2.                                         | 「陽炎-KAGEROH-」                     | 井上秋緒  | 浅倉大介   | ソニー・ミュージックアーティスツ | 5:24 |
| 3.                                         | 「はじまる波」                        | 井上秋緒  | 浅倉大介   | ソニー・ミュージックアーティスツ | 3:45 |
| 4.                                         | 「Nocturne〜GEKKOH〜Chapter#02」      | 井上秋緒  | 浅倉大介   | ソニー・ミュージックアーティスツ | 2:11 |
| 5.                                         | 「月虹-GEKKOH-」                      | 井上秋緒  | 浅倉大介   | ソニー・ミュージックアーティスツ | 5:39 |
| 6.                                         | 「Serenade〜winter dust〜Chapter#03」 | 井上秋緒  | 浅倉大介   | ソニー・ミュージックアーティスツ | 1:29 |
| 7.                                         | 「雪幻-winter dust-」                 | 井上秋緒  | 浅倉大介   | ソニー・ミュージックアーティスツ | 4:28 |
| 8.                                         | 「風のゆくえ」                        | 井上秋緒  | 浅倉大介   | ソニー・ミュージックアーティスツ | 4:34 |
| 9.                                         | 「Epilogue〜KAGEROH〜Chapter#04」     | 井上秋緒  | 浅倉大介   | ソニー・ミュージックアーティスツ | 2:18 |
| 合計時間:                                  | 合計時間:                             | 合計時間: | 31:40      |                                  |      |

## 参加ミュージシャン・スタッフ
- トータル・プロデューサー：浅倉大介
- プログラミング&キーボード：浅倉大介
- ギター：葛城哲哉（#2,3,5,7,8）
- コーラス：白須衛治（#2,5,7）
- レコーディング・エンジニア：浅倉大介、香椎茂樹、安田行憲
- ミキシング・エンジニア：フィル・カッフェル
- マスタリング・エンジニア：田中三一
- ディレクター：安部裕子（Darwin）
- ディレクター：井上哲生（Soytzer Music）